# Buick Roadmaster
Der Buick Roadmaster war eine Serie von Personenkraftwagen, die in den Modelljahren 1931 bis 1933 und 1936 bis 1958 unter der Automobilmarke Buick von General Motors (GM) als Nachfolger der Serie 129 in den USA gefertigt wurde.
Bis 1933 hieß die Baureihe nur „Serie 80“, ab 1936 kam die Bezeichnung Roadmaster dazu. Ab 1940 hießen die Roadmaster „Serie 70“, wobei die Serie 80 einigen Limited vorbehalten wurde.
1957 und 1958 gab es zusätzlich besser ausgestattete Roadmaster-Modelle der Serie 75. Von 1991 bis 1996 wurde nochmals ein Roadmaster gebaut, der allerdings ohne Serienbezeichnung auskam.

## Serie 80 (1931–1933)
Ab Frühjahr 1931 bot Buick sein Oberklassemodell der Serie 80 mit dem großen Reihen-Achtzylindermotor des Spitzenmodells Limited mit 5650 cm³ Hubraum und einer maximalen Leistung von 104 PS (76 kW) bei 2800 min−1 an. Der Radstand war mit 3150 mm etwas kleiner als beim Limited. Es gab nur zwei Aufbauten: ein zweitüriges Coupé und eine viertürige Limousine, im klassischen Stil der frühen 1930er-Jahre verfügbar.
Im Folgejahr wuchs der Radstand auf 3200 mm und es gab auf Wunsch einen „Hochleistungsmotor“ mit 113 PS (83 kW).
1933 wurde das Erscheinungsbild der Wagen umfassend überarbeitet. Der Kühlergrill bekam eine leicht nach hinten geneigte leichte V-Form, die Kotflügel einen eleganteren Schwung, die Motorhaube auf jeder Seite drei große vertikale Lüftungsklappen und der Wagen wurde geringfügig niedriger. Der Radstand stieg auf 3302 mm und der „Hochleistungsmotor“ entfiel wieder. Neben den beiden Aufbauten der Vorjahre gab es zusätzlich ein zweitüriges Cabriolet und einen viertürigen Phaeton.
Ab Ende 1933 wurde die Serie 80 nicht mehr hergestellt. In drei Jahren waren 24.117 Exemplare entstanden.

## Roadmaster Serie 80 (1936–1939)
Ab Anfang 1936 gab es wieder ein Modell der Serie 80. Sie hatte den Beinamen Roadmaster erhalten.
Den Motor teilte sich dieser Wagen wiederum mit dem größeren Limited und diesmal auch mit dem kleineren Century. Er hatte 5247 cm³ Hubraum und entwickelte eine maximale Leistung von 120 PS (88 kW) bei 3200 min−1. Der Radstand war auf 3327 mm gewachsen und es waren wiederum nur zwei Karosserievarianten: eine viertürige Limousine und ein viertüriges Phaeton-Cabriolet.
Im Folgejahr stieg die Motorleistung auf 130 PS (96 kW). Außerdem gab es zusätzlich eine größere Limousine mit sechs Sitzplätzen.
1938 kam eine sportlich ausgelegte Limousine dazu und die Motorleistung stieg auf 141 PS (104 kW). Der Radstand der Wagen wuchs auf 3378 mm.
1939 veränderte sich nichts in der Technik, aber die Rahmen von Windschutzscheibe und Heckfenster wurden in Edelstahl ausgeführt. Als weiteres Modell kam ein Sport-Phaeton (nur drei Exemplare gebaut) dazu.
Bis Herbst 1939 entstanden 43.843 Einheiten der Roadmaster Serie 80.

## Roadmaster Serie 70 (1940–1952)
Zum Frühjahr 1940 wurde auch der Roadmaster von Grund auf überarbeitet.
Sein Radstand betrug nur noch 3200 mm, und er hatte neue Karosserien ohne Trittbretter und mit in den vorderen Kotflügeln integrierten Scheinwerfern. Der Kühlergrill hatte horizontale Chromstäbe und eine breite, in der Mitte stark erhöhte Form.
Neben der viertürigen Limousine und dem viertürigen Phaeton-Cabriolet aus dem Vorjahr gab es zusätzlich ein viertüriges Cabriolet und ein zweitüriges Coupé. Der Motor aus dem Vorjahr wurde übernommen. Nachdem die Bezeichnung Serie 80 auf den Limited überging, bekam der Roadmaster die Seriennummer 70.
Im Modelljahr 1941 waren die Scheinwerfergehäuse vollständig in den vorderen Kotflügeln aufgegangen, die an Volumen zugenommen hatten. Die Motorleistung stieg auf 165 PS (121 kW).
1942, im letzten Jahr der Vorkriegsproduktion, bekam auch der Roadmaster noch einmal ein neues Gesicht. Der flache, hufeisenförmige Kühlergrill trug nun wieder senkrechte Chromstäbe. Der Radstand wuchs auf 3277 mm und Phaeton-Cabriolet, viertüriges Cabriolet und Coupé fielen weg. Dafür gab es ein zweitüriges Cabriolet und eine zweitürige Sedanette neu.
1946 begann man die Automobilproduktion wieder mit leicht veränderten Vorkriegsmodellen als zwei- oder viertürige Limousine und zweitüriges Cabriolet. Nach dem Wegfall des Limited war der Roadmaster das Spitzenmodell der Marke. Die Motorleistung sank wieder auf 144 PS (106 kW). 1947 kam ein fünftüriger Kombi dazu. 1948 wurden diese Modelle unverändert weitergebaut.
1949 wurde der Roadmaster auf der neuen GM-C-Plattform mit 3200 mm Radstand ausgeliefert. Stilistisch änderte sich allerdings noch wenig. Die Motorleistung stieg erneut auf 150 PS (110 kW) und als fünftes Modell kam ein zweitüriges Hardtop-Coupé namens „Riviera“ dazu.
1950 erstreckten sich die senkrechten Chromstäbe des Kühlergrills bis in die vorderen Stoßfänger. Der Radstand wuchs geringfügig auf 3207 mm. Es gab wieder eine einteilige Windschutzscheibe. Die Motorleistung stieg nochmals geringfügig auf 152 PS (112 kW).
Im Folgejahr gab es nur kosmetische Änderungen. Der Kühlergrill mit schmaleren vertikalen Chromstäben wurde vom, in der Mitte abgesenkten, vorderen Stoßfänger und einer massiven Chromspange über dem Kühlergrill umrahmt. Die zweitürige Sedanette entfiel.
Auch 1952 wurde nur wenig am Erscheinungsbild der Fahrzeuge geändert. Die Motorleistung allerdings stieg nochmals deutlich auf 170 PS (125 kW).
Vor dem Zweiten Weltkrieg wurden 42.115 Wagen der Serie 70 gebaut. In den fast sieben Jahren danach waren bis Herbst 1952 464.900 Stück hergestellt worden.

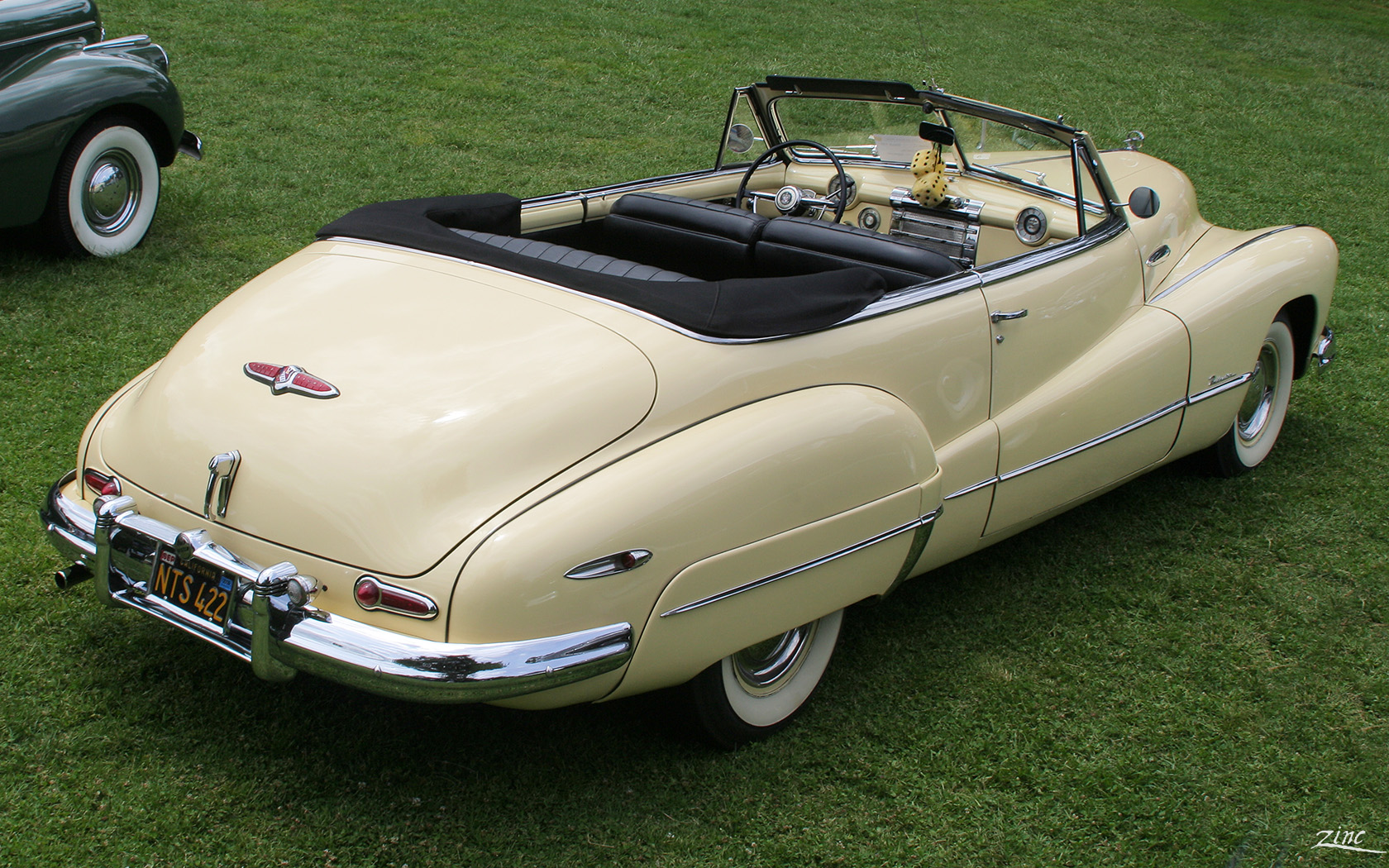
Buick Roadmaster Cabriolet (1948)
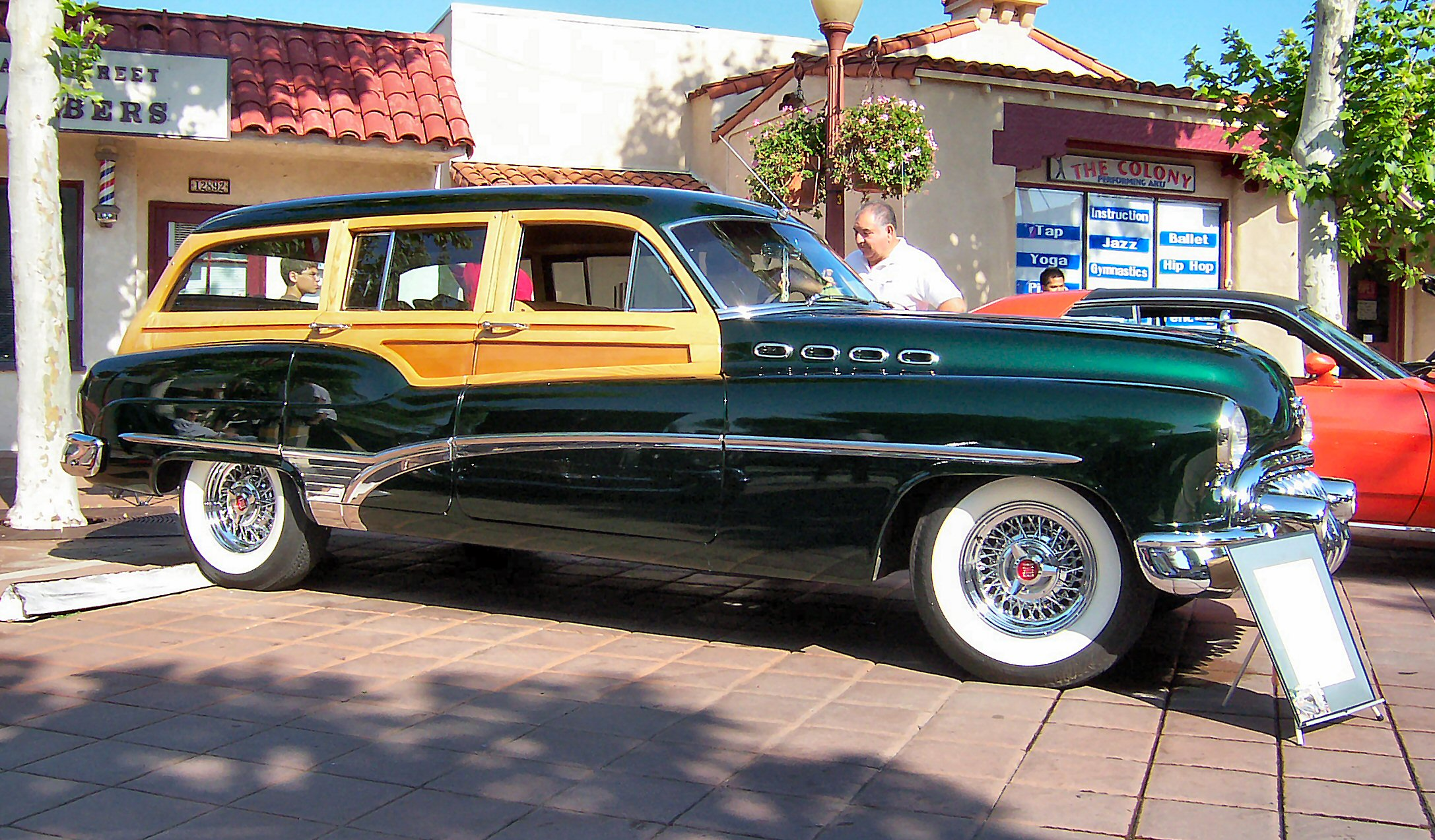
Buick Roadmaster 79 Estate Wagon "Woody" (1950)
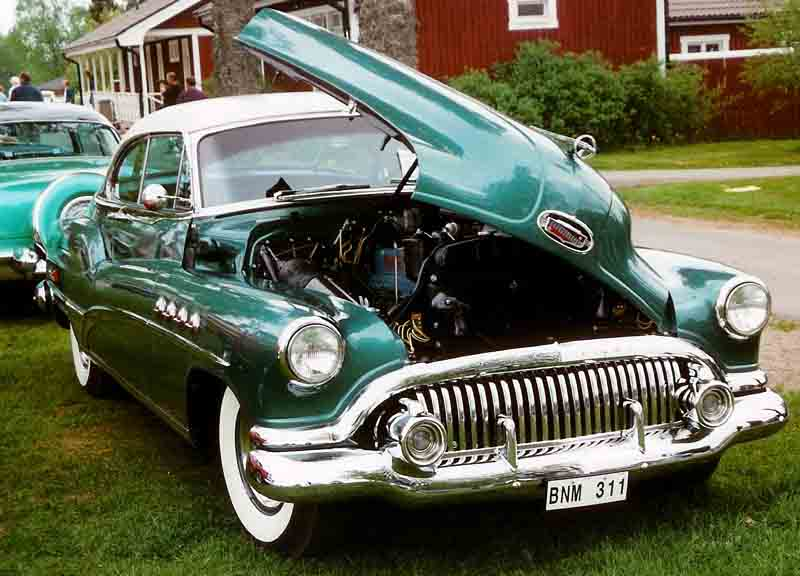
Buick Roadmaster 76R Riviera Hardtop-Coupé (1951)

## Roadmaster Serie 70 und 75 (1953–1958)
Ab Anfang 1953 gab es den neuen V8-Motor, der aus 5277 cm³ eine Leistung von 188 PS (138 kW) bei 4000 min−1 schöpfte. Der Radstand betrug nur noch 3086 mm (Ausnahme das Hardtop-Coupé, mit 3188 mm Radstand).
An den Karosserien gab es wenig Veränderungen. Der Buick Roadmaster Station Wagon des Modelljahrgangs 1953, Modell 79R, war der letzte in den USA hergestellte Kombi mit Echtholzbeplankung (Woodie). Seine Karosserie entstand bei dem Unternehmen „Iona Manufacturing“, das von 1946 bis 1964 sämtliche Karosserien der Buick-Kombis herstellte.
1954 erschien auch der Roadmaster mit einer ganz neuen Pontonkarosserie. Alle Kotflügel waren im Karosseriekörper integriert und im Bereich der hinteren Türen zeigte sich ein kleiner Hüftschwung. Die Windschutzscheibe war als Panoramascheibe ausgeführt. Der Radstand wuchs um rund 140 mm (5½″) auf 3226 mm. Der Kombi entfiel. Die Motorleistung stieg auf 200 PS (147 kW).
1955 zeigt sich der Roadmaster mit großem Haifischmaul vorne und kleinen Heckflossen hinten. Die Motorleistung stieg bei gleichbleibendem Hubraum auf 236 PS (174 kW).
Im Folgejahr wurde das Haifischmaul breiter und als zusätzliche Karosserieform wurde eine viertürige Hardtop-Limousine angeboten. Die Motorleistung stieg auf 255 PS (187,5 kW).
Während 1957 die Front fast gleich blieb, wurden die Heckflossen und der Hüftschwung deutlich vergrößert. Vergrößert wurde auch der V8-Motor, und zwar auf einen Hubraum von 5965 cm³. Die Leistung stieg auf 300 PS (221 kW). Auf Wunsch war sogar ein Hochleistungsmotor mit 330 PS (243 kW) verfügbar. Die normale Limousine (mit B-Säulen) fiel weg und die anderen Modelle hatten einen auf 3239 mm vergrößerten Radstand. Zusätzlich zur Serie 70 wurden die beiden Hardtop-Modelle auch noch als Serie 75 (mit besserer Ausstattung) ausgeliefert.
Umfassend überarbeitet zeigte sich der Buick Roadmaster für 1958. Das Haifischmaul war zu einem Gitter über die gesamte Fahrzeugbreite mutiert, über dem Doppelscheinwerfer montiert waren. Die Heckflossen wuchsen ins Riesenhafte, und an den Seiten der hinteren Türen und hinteren Kotflügel gab es breite verchromte Streifen. Die Serie 70 wurde eingestellt und nur noch die Serie 75 gefertigt.
Technisch änderte sich in diesem letzten Jahr vor der Modellablösung nichts, nur der Hochleistungsmotor des Vorjahres fiel weg.
Von Anfang 1953 bis Herbst 1958 entstanden 309.272 Wagen der Serien 70 und 75. Kurz darauf ersetzte der Electra den Roadmaster.

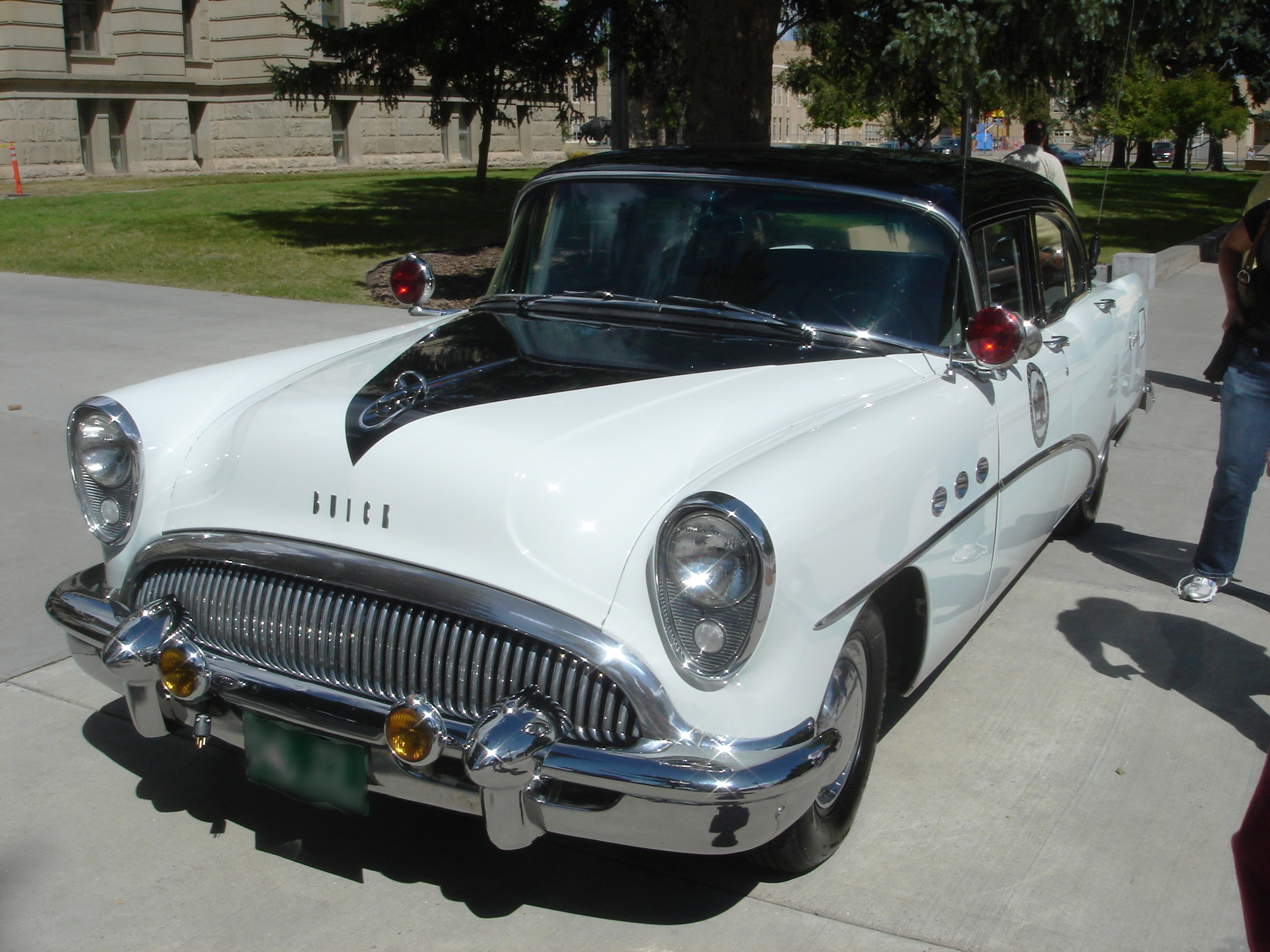
Buick Roadmaster 72R Sedan (1954)
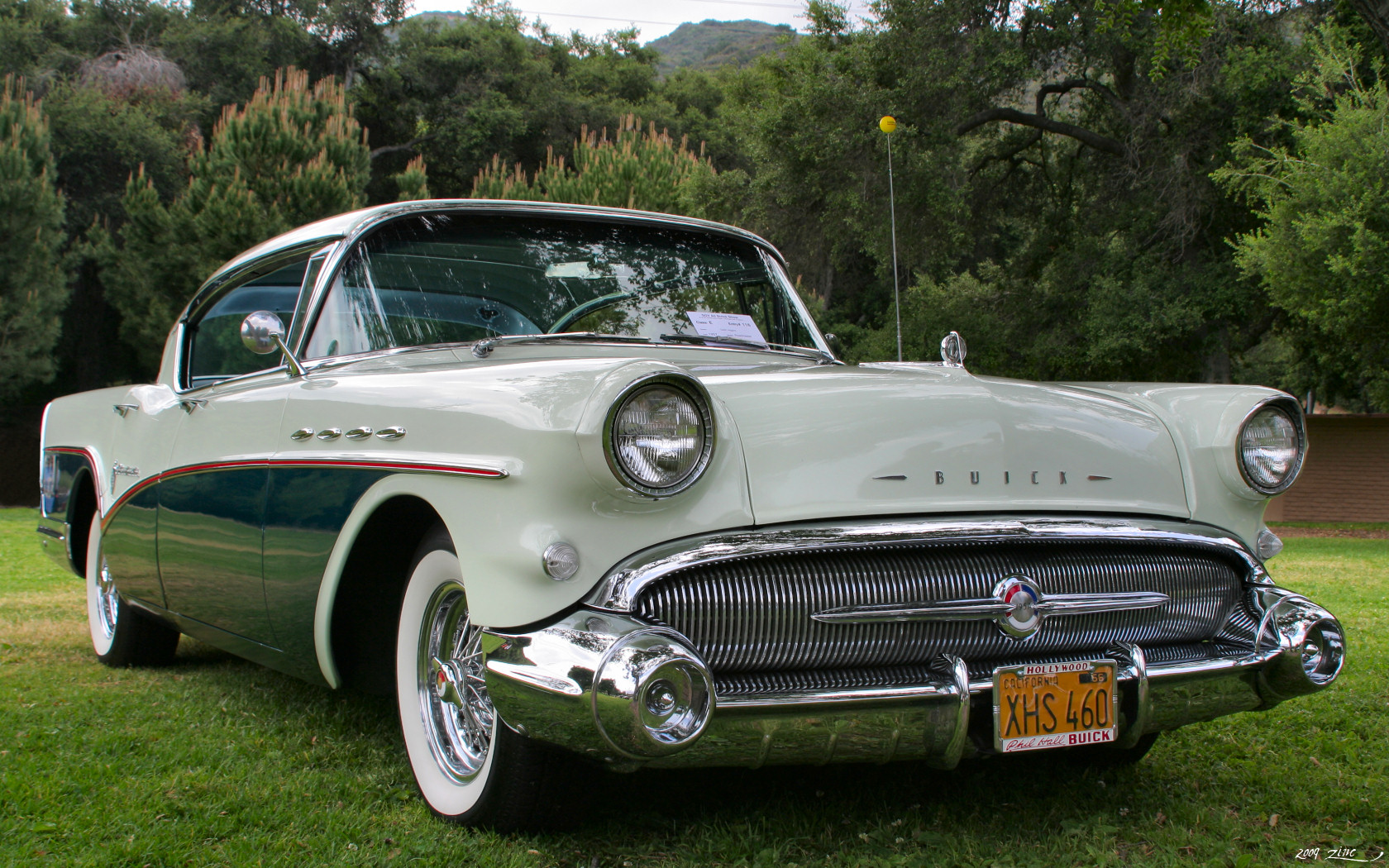
Buick Roadmaster 4-door Sedan (1957)
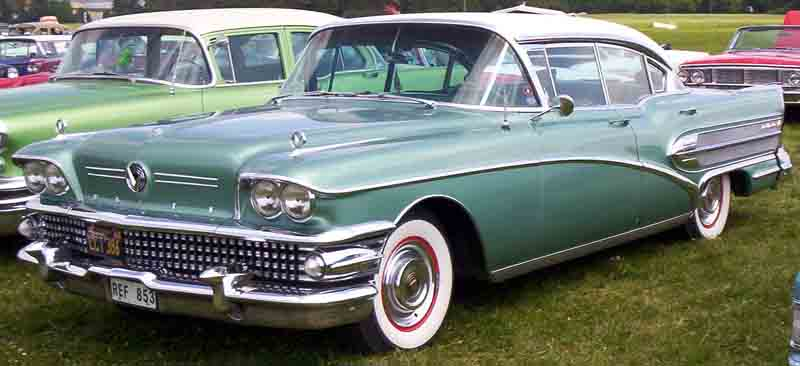
Buick Roadmaster 75 Hardtop Sedan (1958)
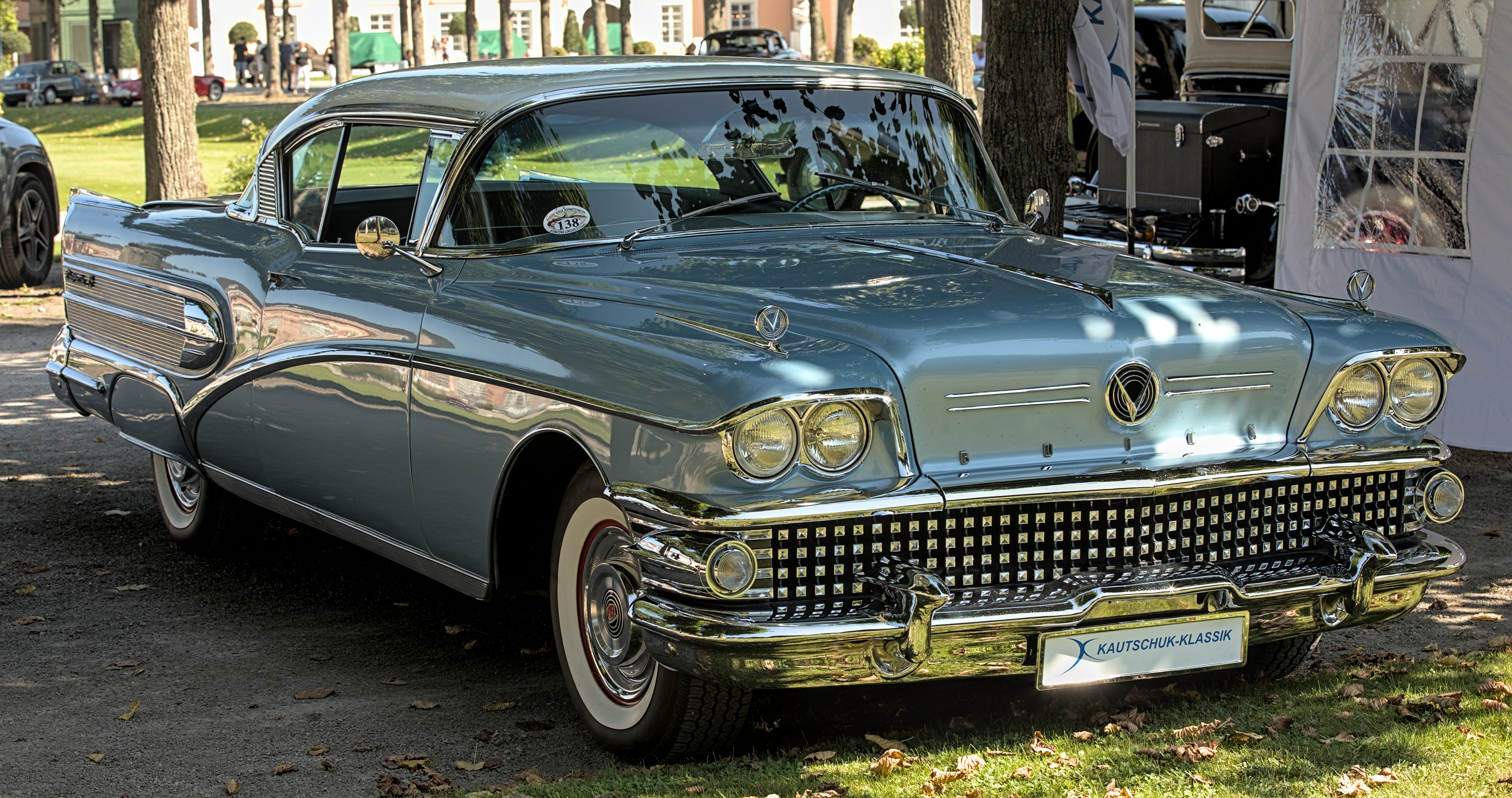
Buick Roadmaster 75 Riviera Coupé (1958)

## Roadmaster (1990–1996)
Ende 1990 belebte General Motors den Namen Buick Roadmaster neu und bezeichnete damit einen großen, hinterradgetriebenen Kombi, der wie die gleichzeitig gebauten Chevrolet Caprice und Oldsmobile Custom Cruiser auf der B-Plattform basierte.
Im Frühjahr 1991 wurde dem Kombi eine viertürige Limousine zur Seite gestellt. Zur Serienausstattung beim Roadmaster Estate Wagon genannten Kombi zählten Holzfolien-Applikationen an den Flanken, das Vista Roof, ein fest montierter Glasdacheinsatz über der zweiten Sitzreihe, zwei Airbags (auch für den mittleren Sitz vorne) und ABS. Der Estate Wagon bot, dank durchgehender vorderer Sitzbank (bestehend aus zwei nebeneinander befindlichen Sitzen) und Klappsitzen im Gepäckraum, bis zu acht Personen Raum. Legte man zweite und dritte Sitzreihe um, ergab sich ein über zwei Meter langer Laderaum. Die Heckscheibe ließ sich elektrisch separat öffnen, die Heckklappe konnte man entweder nach der Seite (links angeschlagen) schwingen oder nach unten klappen, wodurch sich die Ladefläche verlängern ließ. Nach unten geklappt ist die Heckklappe so stabil, dass darauf mehrere Personen sitzen können. Der Laderaum bietet mit 1550 Liter Kofferraum bei 6 verwendeten Sitzen und 2600 Liter bei drei Sitzen im Verhältnis Personenzahl plus Kofferraum die besten jemals von einem konventionellen Pkw gebotenen Werte. Mehr Platz boten nur von Lieferwagen abgeleitete Kleinbusse, die in der Regel ebenfalls als PKW gelten.
Anfangs wurde der Roadmaster von einem von Chevrolet stammenden 5,7-Liter-V8-Motor im Verein mit einem Viergangautomatikgetriebe angetrieben, ab Modelljahr 1994 kam stattdessen ein vom Motor der Chevrolet Corvette abgeleiteter 5,7-Liter-V8-Motor mit dem Identifikationskürzel LT1 zum Einsatz. Diese Maschine mit ihren 260 PS erzielt für ein Familienauto damals eher ungewöhnliche Fahrleistungen (6,7 s auf 96 km/h, wobei unter Ausnutzung des Kickdown bei der Automatik nur einmal bei 120 km/h in den zweiten Gang gewechselt wird, der dann bis zur elektronisch abgeregelten Höchstgeschwindigkeit von 175 km/h anliegt) und ist mit sehr niedrigen Drehzahlen auch ungewöhnlich komfortabel.
Im Sommer 1996 endete die Herstellung des Roadmaster sowie seiner Parallelmodelle Chevrolet Caprice, Oldsmobile Custom Cruiser und Cadillac Fleetwood Brougham. Mit ihnen endete auch die Ära der Full-Size-Automobile klassischer Prägung bei General Motors.
Von der letzten Roadmaster-Modellreihe entstanden in knapp sechs Jahren insgesamt rund 199.000 Exemplare.

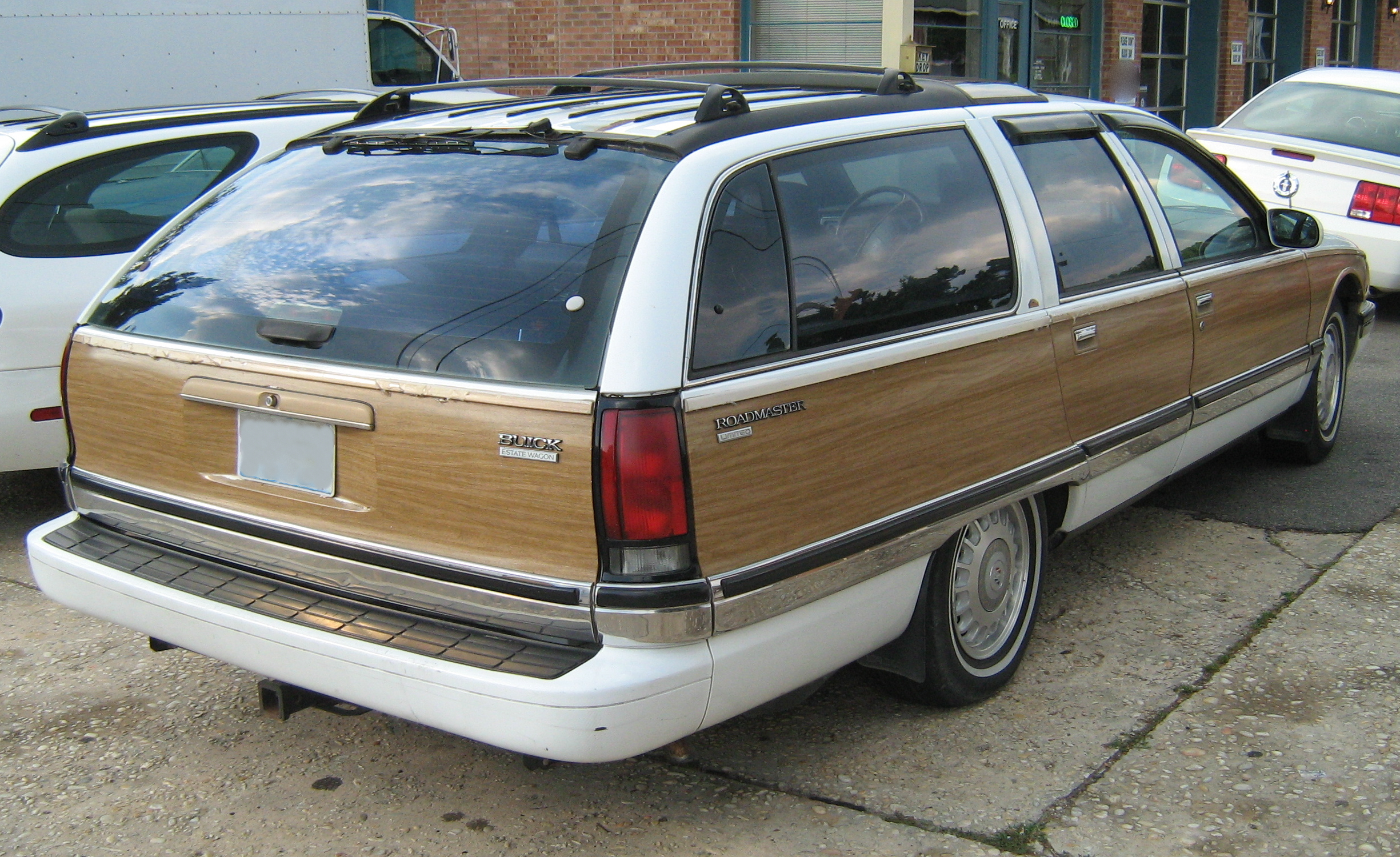
Heckansicht
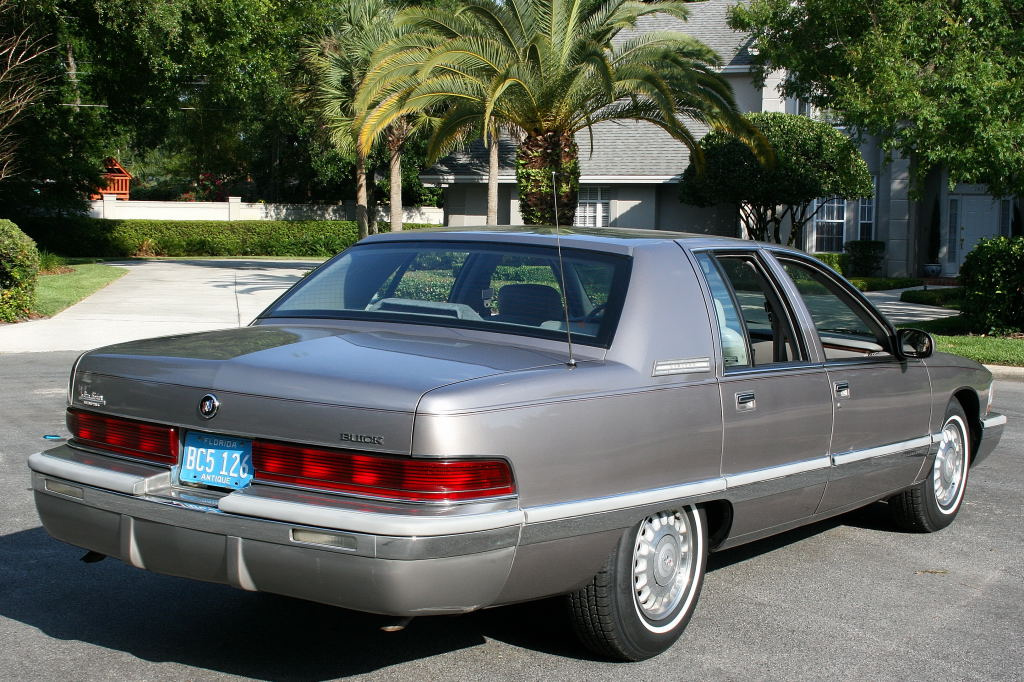
Buick Roadmaster Sedan (1991–1996)

### Technik
Daten des 5,7-l-V8-Motors (Typ LT1)
| max. Leistung                                    | 194 kW (264 PS) bei 5000 min−1 |
| max. Drehmoment                                  | 447 Nm bei 2400 min−1          |
| Kraftstoffverbrauch laut Werk                    |                                |
| Stadt                                            | 13,8 l/100 km                  |
| Überland                                         | 9 l/100 km                     |
| Durchschnittsverbrauch laut Auto Motor und Sport | 11,8 l/100 km                  |

Veränderungen von 1991–1996
| 1991 | nur als Wagon gebaut                                                                    |
|      | 5,7 Liter, V8 mit 125 kW (170 PS)                                                       |
|      | 4-Gang-Automatik                                                                        |
|      |                                                                                         |
| 1992 | Sedan und Wagon                                                                         |
|      | 5,7 Liter, V8 mit 132 kW (180 PS)                                                       |
|      |                                                                                         |
| 1993 | kleine Veränderungen für das Herunterlassen der Fenster                                 |
|      | stärker gedämpfte Geräusche                                                             |
|      |                                                                                         |
| 1994 | Motoren im Wagon und Sedan werden durch LT1 mit 194 kW ersetzt                          |
|      | beide bekommen neu gestaltete Armaturenbretter mit 2 Airbags für alle 3 Frontpassagiere |
|      |                                                                                         |
| 1995 | Wagon und Sedan bekommen neue Radios                                                    |
|      | neue, größere, klappbare und beheizbare Seitenspiegel                                   |
|      | in der „Limited“-Ausstattung gibt es Sitze mit Speicherfunktion                         |
|      |                                                                                         |
| 1996 | Wagon und Sedan bekommen „Collectors-Editions“-Namen – letztes Jahr                     |
|      |                                                                                         |

Ausstattung
- getönte Windschutzscheibe
- getöntes Glasdach
- automatische Gehwegbeleuchtung
- Kurvenleuchten
- elektrische, faltbare und beheizbare Außenspiegel
- integrierte und verstellbare Dachreling
- Aluminiumräder
- 225/75R15 Stahlgürtel-Allwetter-Weißwand-Safety-Gürtelreifen „General Seal“ (selbständige Dichtung bei Schäden) von General Tires, einer Tochter von Conti
- Fußmatten im vorderen und hinteren Fußraum
- Leder- oder Stoffsitzbezüge nach Wahl
- Fahrersitz 10-fach elektrisch verstellbar und mit Speicherfunktion
- Armlehne mit 2 Dosenhaltern und integriertem Ablagefach
- elektrische Lehnenverstellung und elektrisch verstellbare Lordosenstütze (in der Limited-Version)
- elektrische Fensterheber mit Auto-Funktion beim Fahrer
- verstellbares Lederlenkrad
- 2-stufige Sitzheizung für Fahrer- und Beifahrersitz (Limited-Version)
- hintere Türen mit Kindersicherung
- elektronische, digitale Klimaautomatik
- elektrische Antenne
- Stereoanlage für Kassette und Radio mit Sender- und Programmsuchlauf
- automatische Lautstärkeregelung
- vier Concert-Sound-Lautsprecher
- Digitaluhr
- automatisch abblendender Innenrückspiegel mit 2 Leselampen
- beleuchtete Spiegel in beiden Sonnenblenden
- Fernbedienung für Zentralverriegelung, Innenbeleuchtung, elektrische Heckklappenöffnung und Alarmanlage
- programmierbare, automatische Zentralverriegelung
- Heckscheibenwischer
- Heckscheibenheizung
- Gepäcknetz (Sedan)
- Ladeflächenabdeckung (Estate Wagon)

## Trivia
- Im Film Rain Man ist ein 1949 Buick Roadmaster Serie 70 Cabriolet das Fahrzeug, mit dem die Reise quer durch die USA bewältigt wird.

- Der 1955 Buick Roadmaster wird laut einer Ansage in Episode 35 der VH1 Storytellers TV Musikserie im Song Ol' '55 von Tom Waits besungen. 1966 kaufte sich Tom Waits als Schüler im Alter von 17 Jahren für 125 Dollar einen gebrauchten 1955er Buick Roadmaster, der ihm als Inspiration für den Song diente. Als Symbol der Freiheit fuhr Waits, der ein besonderes Faible für Modelle dieser Automarke hat, in dem Buick quer durch die USA, um das Land zu erkunden.[2]